# Pralls Island
Pralls Island, auch Prall's Island ist eine Insel im Arthur Kill zwischen New Jersey und Staten Island. Die Insel hat eine Fläche von 32,5 Hektar und ist unbewohnt. Sie gehört vollständig zu New York City und ist seit 1984 ein Vogelschutzgebiet das vom New York City Department of Parks and Recreation betreut wird.

## Geschichte
Zuerst wurde die Insel nach dem New Yorker Gouverneur Thomas Dongan Dongan’s Island oder Duncan’s Island genannt, erst im späten 19. Jahrhundert setzte sich der Name Pralls Island durch. Dessen Herkunft ist nicht gesichert, eventuell stammt er vom niederländischen Siedler Arent Jansen Van Naerden Prall, welcher die Insel um 1700 erwarb. Eine andere Möglichkeit ist die Benennung nach Abraham Prall, im 18. Jahrhundert ein bekannter Landwirt auf Staten Island.
Pralls Island diente zuerst dem Anbau von Spartina patens, einem Schlickgras, das als Viehfutter verkauft wurde. Die Insel vergrößerte sich in den 1930ern durch Aushubmaterial im Zuge des Fahrwasser-Ausbaus im Arthur Kill. In den 1970ern war eine Nutzung von Pralls Island als Busdepot oder Mülldeponie angedacht, diese Pläne wurden jedoch aufgegeben, nachdem der ökologische Nutzen der Insel als Brutgebiet erkannt wurde.
Die Insel beherbergt etwa 400 Wasservogel-Brutpaare, darunter Sichler, Nachtreiher, Blaureiher, Schmuckreiher, Kuhreiher und Silberreiher. Diese Arten sind zwar nicht selten, jedoch ist ihr Auftreten im dichtbesiedelten Gebiet bemerkenswert.